# Guillaume Cossou
Pour les articles homonymes, voir Cossou.
Guillaume Cossou, né le 29 juin 1979, est un karatéka français qui fut membre de l'équipe de France de 1999 à 2006.
Il a commencé sa carrière à l'US Ezanville Ecouen (avec pour professeur Jean-Claude Cornu) avant de rejoindre le club prestigieux et multiple champion de France du Timing Enghien, entraîné par Patrice Ruggiero.

## Palmarès
- 1998 – Champion de France juniors en -75 kg
- 1999 – 3e aux championnats de France juniors 1999 en -75 kg
- 1999 – 3e aux championnats du monde 1999 en individuel -75 kg (Sofia, Bulgarie)
- 1999 – Champion d’Europe juniors par équipes (Oviedo, Espagne)
- 2000 – Vice-champion d’Europe juniors par équipe (Celje, Slovénie)
- Vice-champion de France seniors 2000, 2001, 2002, et 2004 en -75 kg
- 2001 – Vainqueur de la Coupe de France en individuel -78 kg
- 2002 – Champion de France par équipes (Club Timing Enghien)
- 2004 – Champion du monde universitaires en individuel -75 kg (Belgrade, Serbie)
- 2004 – Champion du monde par équipe de karaté seniors (Monterrey, Mexique)
- 2004 – 3e aux championnats d'Europe individuel seniors en catégorie Open (Moscou, Russie)
- 2004 – Champion de France seniors en individuel (Open)
- 2006 – Champion de France seniors en individuel (-de 80 kg)